# 공영일 (무술가)
공영일(1943년 ~ )은 대한민국의 태권도 사범이자, 해외에서 불리는 태권도 원조 사범 12명 중 한 명이다. 그는 9단의 계급을 가지고 있다. 한국군에서 경력을 쌓은 후 그는 1960년대 후반에 미국으로 이민을 갔다.

## 같이 보기
- 국제 태권도 연맹